# Coleman Jett Goin
Coleman Jett Goin (25 de febrero de 1911, Gainesville, Florida-12 de mayo de 1986, Flagstaff, Arizona) fue un herpetólogo estadounidense.
Solo a partir de 1935, inició estudios en la Universidad de Pittsburgh. Y al año siguiente, los continua en la Universidad de Florida donde obtuvo su B.Sc. (1939), y en 1941 su M.Sc.. Y, en 1946, defendió su Ph.D.. Fue durante sus estudios en Pittsburgh comenzó a interesarse en herpetología y se convierte en voluntario en el Museo Carnegie de Historia Natural. Continuaría trabajando allí, todos los veranos, durante sus estudios. Condujo su doctorado bajo el limnólogo de James Speed Rogers (1892-1955).
Después de su doctorado, en 1956, fue empleado por la Universidad de Florida como asistente de zoología y luego como profesor. Se retiró en 1971, pero después de salir para Flagstaff en Arizona, trabajó en asociación con el Museo de Arizona del Norte.
Goin primero se especializó en anfibios y, a pesar de los efectos secundarios de una poliomielitis, fue un excelente hombre de campo. Publicó cerca de 120 publicaciones sobre anfibios y describió varios  taxones. Publicó varios libros, algunos con su colega de Florida Archie Carr (1909-1987), y otros con Doris Mable Cochran (1898-1968) y con su mujer Olive Lynda Bown Goin (1912-2000).
Ocupó la presidencia (1966), la vicepresidencia (de 1942 a 1946) y la función de tesorero del American Society of Ichthyologists and Herpetologists (de 1952 à 1957).

## Obra

### Algunas publicaciones
- 1947 : Studies on the life history of Eleutherodactylus ricordii planirostris (Cope) in Florida, with special reference to the local distribution of an allelomorphic color pattern (University of Florida Press, Gainesville).

- 1955 : con Walter Auffenberg (1928-2004), « The fossil salamanders of the family Sirenidae » (The Museum, Cambridge).

- 1958 : con W. Auffenberg, « New salamanders of the family Sirenidae from the Cretaceous of North America » (Chicago Natural History Museum).

- 1959 : con Archie Carr, Guide to the reptiles, amphibians and fresh-water fishes of Florida (University of Florida Press, Gainesville).

- 1960 : Pattern variation in the frog Eleutherodactylus nubicola Dunn (University of Florida Press, Gainesville).

- 1961 : con Doris Mable Cochran, « A new genus and species of frog (Leptodactylidae) from Colombia » (Chicago Natural History Museum).

- 1962 : con Olive Lynda Bown Goin, Introduction to herpetology (W. H. Freeman, San Francisco) – reeditada en 1971 et en 1978 con George Robert Zug (1938-).

- 1963 : « Two new genera of leptodactylid frogs from Colombia » (San Francisco).

- 1965 : con O.L.B. Goin, Comparative vertebrate anatomy (Barnes & Noble, New York).

- 1970 : con O.L.B. Goin, Man and the natural world; an introduction to life science (Macmillan, New York) – reeditada en 1975.

- 1970 : con D.M. Cochran, The new field book of reptiles and amphibians; more than 200 photographs and diagrams (Putnam, New York).

- 1974 : con O.L.B. Goin, Journey onto land (Macmillan, New York).

## Abreviatura (zoología)
La abreviatura Goin  se emplea para indicar a Coleman Jett Goin como autoridad en la descripción y taxonomía en zoología.